# Přerov Air Base
Přerov Air Base (tjeckiska: Letiště Přerov) är en flygplats i Tjeckien.   Den ligger i regionen Olomouc, i den östra delen av landet, 230 km öster om huvudstaden Prag. Přerov Air Base ligger 199 meter över havet.
Terrängen runt Přerov Air Base är platt. Runt Přerov Air Base är det ganska tätbefolkat, med 96 invånare per kvadratkilometer. Närmaste större samhälle är Přerov, 4,7 km nordost om Přerov Air Base. Trakten runt Přerov Air Base består till största delen av jordbruksmark.